# Brokopondo (přehradní nádrž)
Přehradní nádrž Brokopondo (nizozemsky Brokopondostuwmeer) je umělá vodní nádrž vzniklá přehrazením řeky Surinam. Nachází se ve vnitrozemí Surinamu, ve stejnojmenném distriktu Brokopondo. V minulosti se používal i název Prof. dr. ir. W.J. van Blommesteinmeer na počest hlavního projektanta stavby – Willema Johana van Blommesteina. Hlavním důvodem vybudování tohoto vodního díla byla výroba elektrické energie nutné při zpracování bauxitu a výrobě hliníku firmou Suralco (dceřiná firma americké společnosti Alcoa) ve městě Paranam. V současnosti především zásobuje hlavní město elektřinou.

## Těleso hráze
Výstavba hráze probíhala mezi roky 1961 a 1965. Centrální část hráze, ve které jsou umístěna potrubí k turbínám a bezpečnostní přeliv, je z železobetonu, zbývající část hráze je zemní sypaná. Rozměry tělesa hráze jsou: délka 1913 m, výška 54 m. Instalovaný výkon vodní elektrárny je 180 MW (6 Kaplanových turbín o výkonu 30 MW). Kromě hlavní hráze vznikly i boční hráze zabraňující úniku vody.

## Zátopa nádrže
Plocha vodní hladiny nádrže je proměnlivá v rozmezí od 1 350 km² do 1 560 km² v závislosti na přítoku vody, přibližný objem zadržené vody je 20 miliard m³. Před napuštěním nebyly z prostoru zátopy odstraněny stromy, proto na mnohých místech vyčnívají nad hladinu kmeny stromů, což komplikuje vodní dopravu a rybolov pomocí sítí.

## Fotogalerie

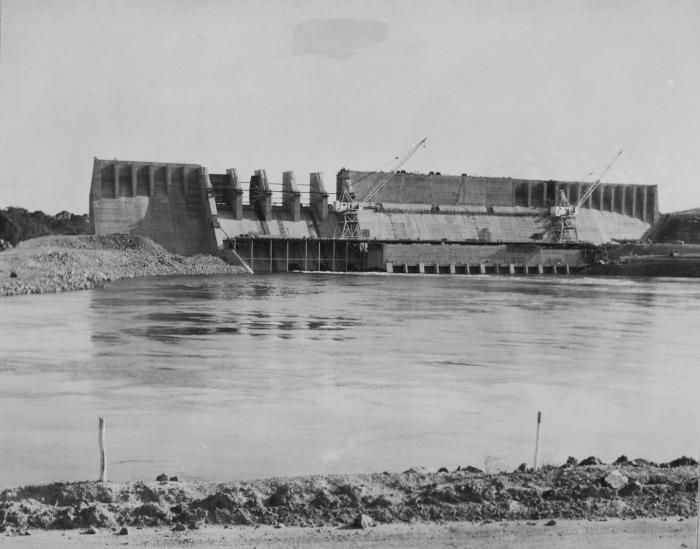
betonová část hráze při výstavbě
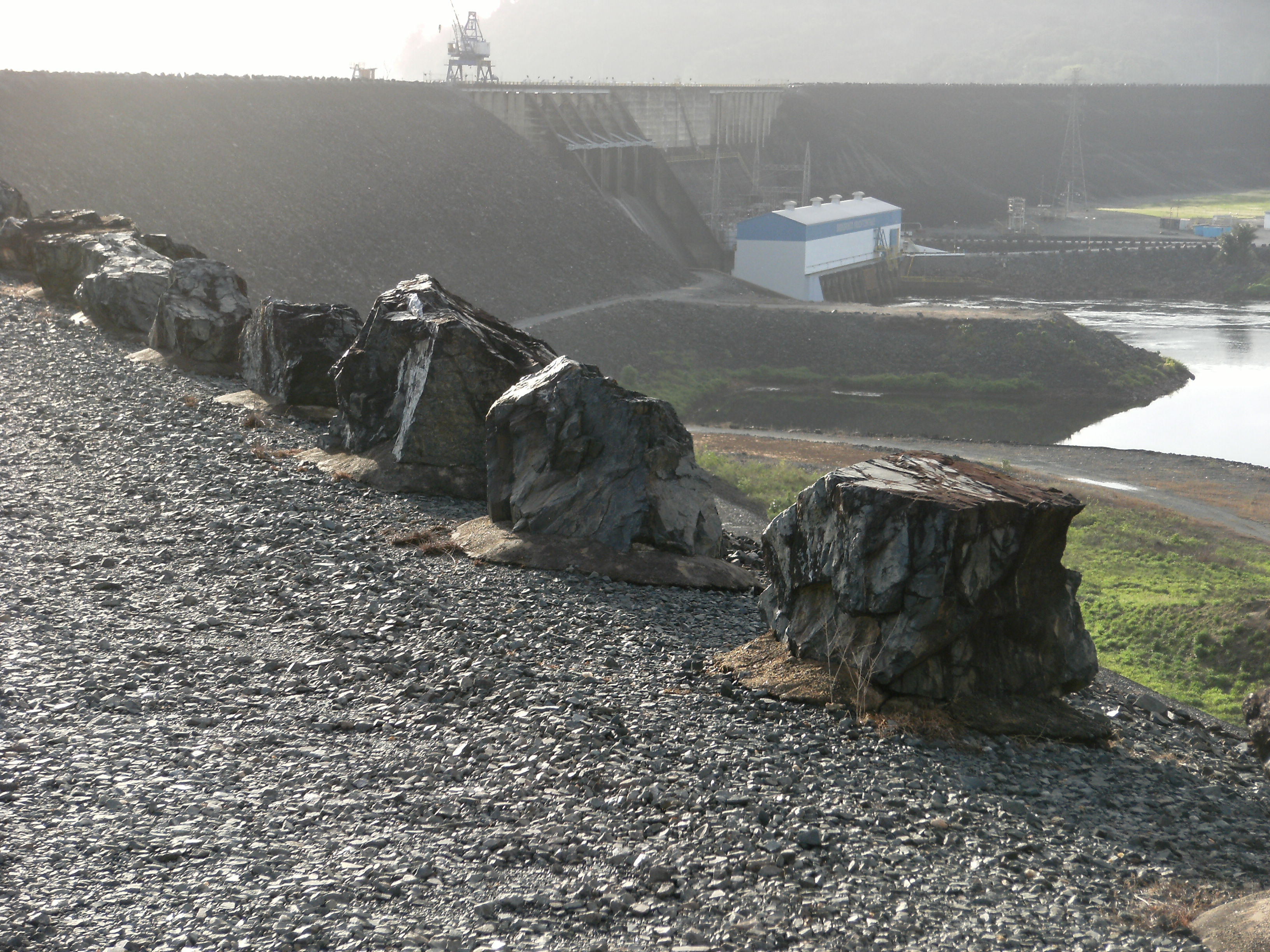
sypaná zemní hráz
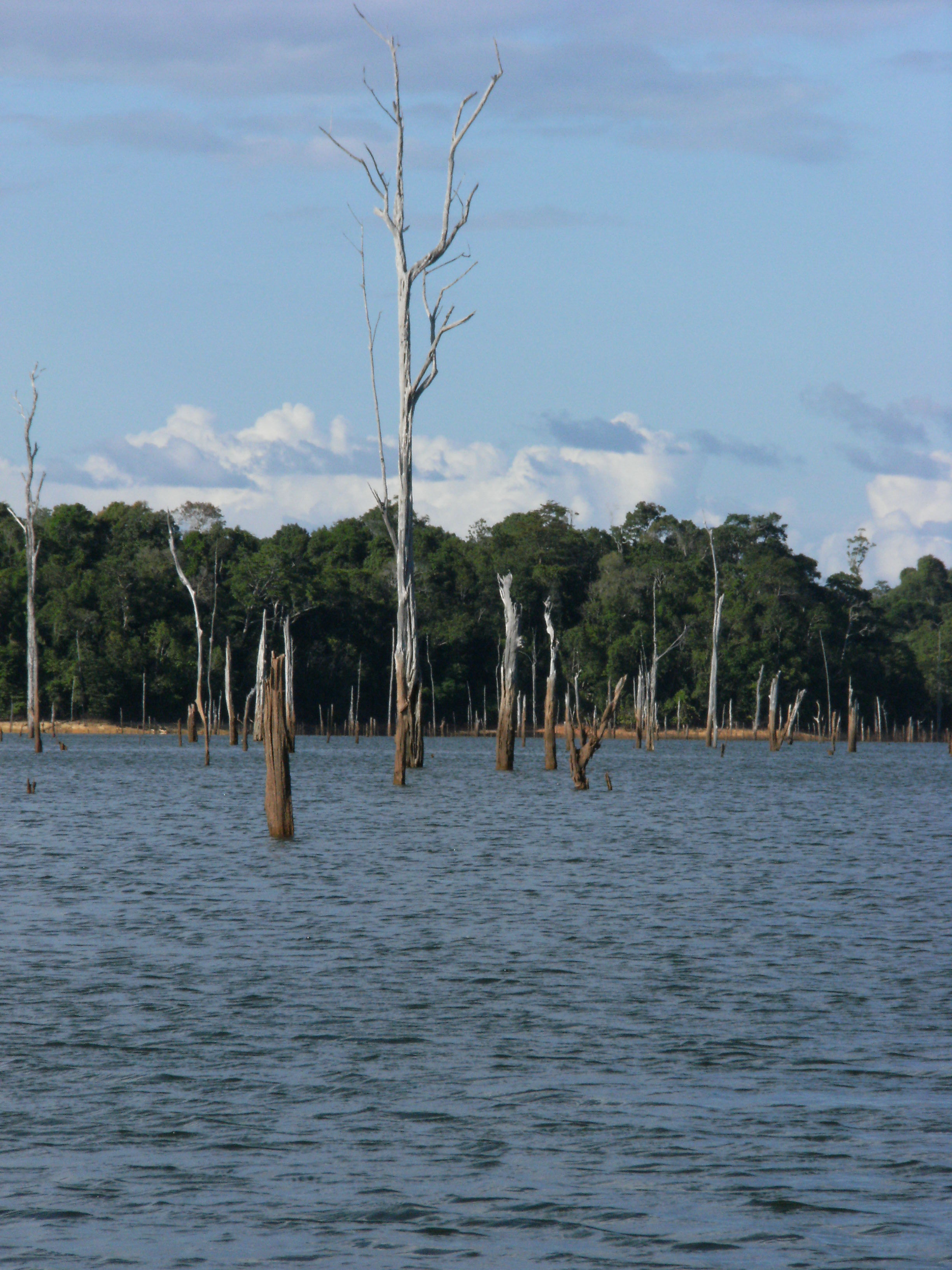
stromy v zátopě
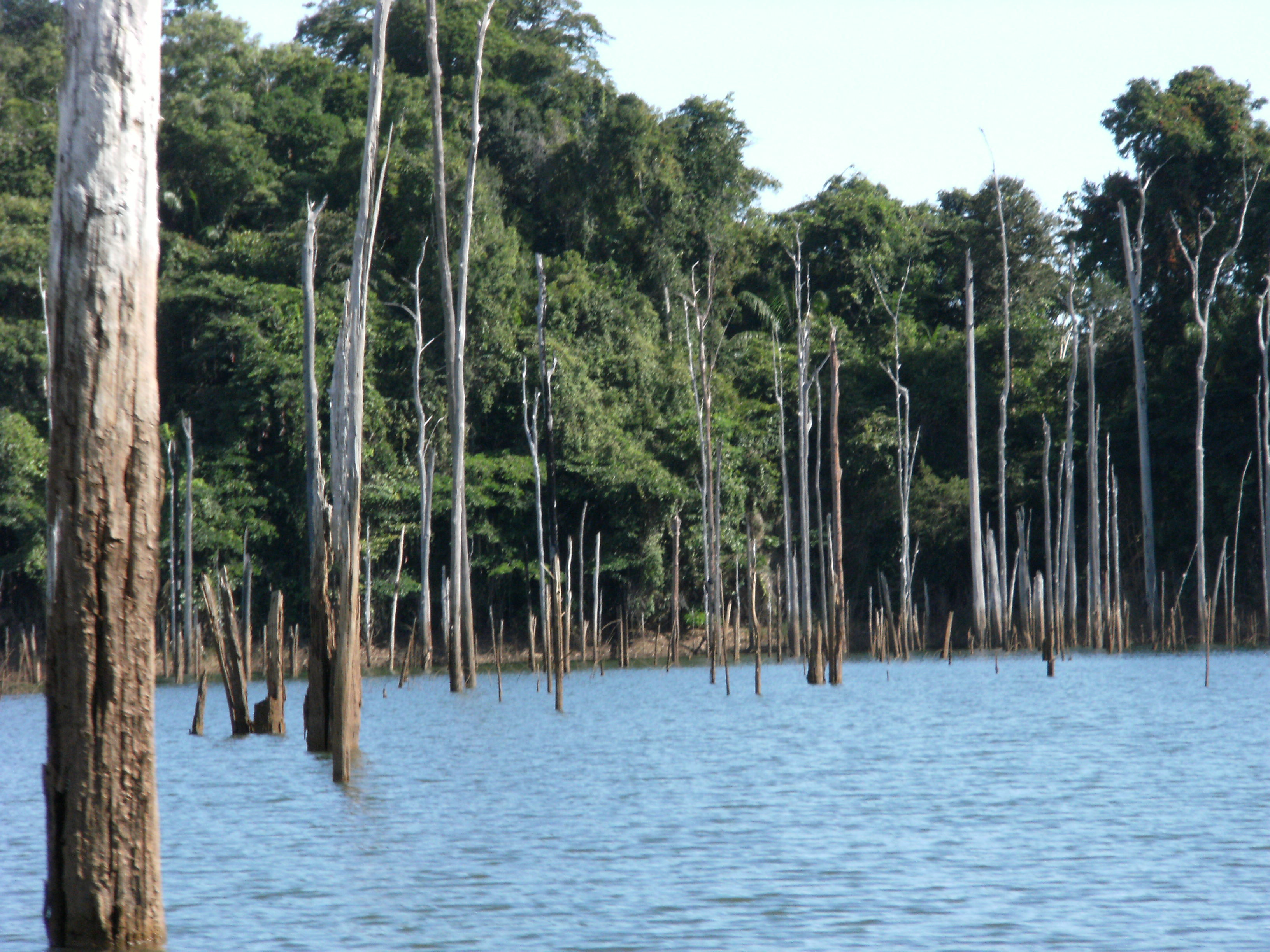
stromy v zátopě